# Cyrtandra geminiflora
Cyrtandra geminiflora är en tvåhjärtbladig växtart som beskrevs av Jean Nadeaud. Cyrtandra geminiflora ingår i släktet Cyrtandra och familjen Gesneriaceae. Inga underarter finns listade i Catalogue of Life.